# ياغو هيريرين
ياغو هيريرين بويسان (بالإسبانية: Iago Herrerín Buisán)‏ (مواليد 25 يناير 1988 - بلباو ، إسبانيا) لاعب كرة قدم إسباني ، يلعب حاليًا في مركز حراسة المرمى.

## مسيرته الكروية

### بداياته
بدأ ياغو هيريرين مسيرته الكروية كلاعب كرة قدم في بلدية كاسترو أورديالس ثم قضى موسمًا مع فريق سيستاو الرديف وموسمين فريق دانوك بات الرديف.

### أتلتيك بيلباو
في عام 2006 انتقل إلى صفوف الشباب لنادي أتلتيك بيلباو ، تدرب بعدها في نادي باسكونيا لبضعة أشهر من يوليو 2006 إلى نهاية العام، ثم أعير في نصف الموسم إلى نادي باراكالدو في دوري الدرجة الثانية بي في يناير 2007 ، وبعد انتهاء الإعارة انضم لفريق الرديف لنادي أتلتيك بيلباو وشاركه معه في موسم 2007–2008.

وفي عام 2010 قرر مغادرة الفريق ؛ لضعف ثقة المدرب به. في الواقع، واختير خواكين كاباروس كحارس مرمى بديل لراؤول بعد اعتزال أرماندو ريفيرو.

### أتلتيكو مدريد
وفي يوليو 2010 انضم إلى فريق الرديف لنادي أتلتيكو مدريد ، ولعب معه موسمي 2010–2011 و2011–2012.

وفي 8 يناير 2011 سجل ياغو هيريرين هدف الفوز لفريقه ضد فريق الرديف لنادي خيتافي في الجولة العشرين من موسم 2010–2011.

### العودة إلىأتلتيك بيلباو
في 1 يوليو 2012  انضم إلى أتلتيك بيلباو مرة أخرى في صفقة انتقال حر، أعير بعدها لنادي نومانسيا لموسم واحد في 2 يوليو 2012 وحتى 30 يونيو 2013.

وفي 23 أغسطس 2013 شارك لأول مرة في مباراة رسمية (بسبب إصابة غوركا إرايزوز) في مباراة فريقه ضد فريق أوساسونا على ملعب أنويتا في مدينة سان سيباستيان وانتهت بفوز فريقه بهدفين دون مقابل 

ولعب أول نهائي له في 30 مايو 2015 في نهائي كأس ملك إسبانيا 2015 واستطاع إيقاف العديد من كرات ميسي ونيمار وبيكيه وسواريز.

وفي أغسطس 2015 فاز بأول لقب له مع الفريق بعد الفوز على نادي برشلونة في كأس السوبر الإسباني 2015 على الرغم من عدم مشاركته في أي مباراة ؛ فكان احتياطيًّا في مباراتي الذهاب والإياب.

## بطولات وإنجازات اللاعب

### أتلتيك بيلباو
- كأس السوبر الإسباني: 2015

## روابط خارجية
- ياغو هيريرين على موقع قاعدة بيانات كرة القدم.إي يو (الإنجليزية)
- ياغو هيريرين على موقع Soccerbase.com (لاعب) (الإنجليزية)
- ياغو هيريرين على موقع Soccerway.com (الإنجليزية)
- ياغو هيريرين على موقع عالم كرة القدم.نت (الإنجليزية)
- ياغو هيريرين على موقع AS.com (الإسبانية)